# جائزة بطل الغابة
جائزة بطل الغابة أنشئتها الأمم المتحدة عام 2011، السنة الدولية للغابات، لتكريم الأفراد الذين كرسوا حياتهم لحماية الغابات. تُمنح الجوائز سنويًا لشخص واحد في كل منطقة من المناطق الخمس: إفريقيا وآسيا والمحيط الهادئ وأوروبا وأمريكا اللاتينية ومنطقة البحر الكاريبي وأمريكا الشمالية.

## 2011
أُعلن عن الفائزين لعام 2011 في منتدى الأمم المتحدة للغابات عام 2012 في نيويورك، وجري اختيارهم من بين 90 مرشحًا في 41 دولة، وكان الفائزون هم:
- أفريقيا: بول نزيجا مزيكا، الكاميرون
- آسيا والمحيط الهادئ: شيجياتسو هاتاكياما، اليابان
- أوروبا: أناتولي ليبيديف، روسيا
- أمريكا اللاتينية ومنطقة البحر الكاريبي: باولو أداريو، البرازيل
- أمريكا الشمالية: ريانون تومتشين وماديسون فورفا، الولايات المتحدة الأمريكية لحملتهما الناجحة حملة ناجحة لإزالة زيت النخيل من كعكات فتيات الكشافة[4]

كُرم عمل الزوجين المتوفين، خوسيه كلاوديو ريبيرو وماريا دو إسبريتو سانت، البرازيل، بجائزة خاصة.

## 2012
الفائزون في عام 2012 هم:
- أفريقيا: روز موكانكوميج، رواندا
- آسيا والمحيط الهادئ: بريشا سيري، تايلاند
- أوروبا: حير الدين كاراجا، تركيا
- أمريكا اللاتينية ومنطقة البحر الكاريبي: ألمير ناراياموجا سوروي، البرازيل
- أمريكا الشمالية: آرييل لوغو، بورتوريكو

## أنظر أيضا
- قائمة الجوائز البيئية